# Zawieszenie dzwonu Zygmunta
Zawieszenie dzwonu Zygmunta (tiếng Ba Lan: Zawieszenie dzwonu Zygmunta na wieży katedry w roku 1521 w Krakowie, Tiếng Việt, tạm dịch: Tiếng chuông Zygmunta treo trên Tháp Nhà thờ chính tòa năm 1521 tại Kraków)  là một bức tranh của Jan Matejko hoàn thành năm 1874. Bức tranh mô tả việc lắp đặt Chuông Sigismund tại Nhà thờ chính tòa Wawel ở Kraków năm 1521. Chuông được lắp đặt trên Tháp Sigismund và reo lên lần đầu tiên vào ngày 13 tháng 7 năm 1521. Quả chuông này được coi là một trong những biểu tượng quốc gia của Ba Lan. Đây là một trong một số bức tranh chủ đề lịch sử của Matejko. Trong bức tranh xuất hiện một đám đông người, với một số nhân vật có tầm quan trọng lịch sử. Đây là minh chứng cho kỷ nguyên vàng của thời Phục hưng Ba Lan và sức mạnh của Vương quốc Ba Lan.
Bức tranh còn có một số tên khác Poświęcenie dzwonu Zygmunta... Việc nâng chuông Zygmunta. . ., Chuông của Vua Zygmunta, hoặc chỉ là Chuông Sigismund (Dzwon Zygmunta).

## Lịch sử
Bức tranh Zawieszenie dzwonu Zygmunta được sáng tác vào năm 1874. Trong quá trình làm việc của mình, Matejko ủy thác cho thợ thủ công tạo ra một bản sao của một giàn giáo được sử dụng để di chuyển chuông, giúp ông xác định được vị trí ban đầu nhằm mô tả chân thực.
Có rất nhiều giai thoại liên quan đến bức tranh này. Matejko đã lấy người thân trong gia đình của mình để vẽ nhân vật, và có khả năng bức tranh chứa gần như tất cả các thành viên trong gia đình ông.  Bức tranh đã được đón nhận bởi những người đương thời. Năm 1875, Stanisław Tarnowski xuất bản một bài phê bình bức tranh rất tích cực và sâu rộng trên tờ Przegląd Polski.  Tác phẩm được trưng bày tại Paris vào năm 1875 và có lẽ đã góp phần vào sự công nhận tác phẩm của Matejko bởi Académie française (Viện hàn lâm Pháp). 3 năm sau, bức tranh lại được đem trưng bày ở Paris, trong Exposition Universelle (1878) và (cùng với hai bức tranh khác - Unia mỡelska và Wacław Wilczek của chính Matejko).
Bức tranh nằm trong bộ sưu tập của Bảo tàng Quốc gia Warsaw.